# Tron Dagoberta
Tron Dagoberta – wykonany z brązu wczesnośredniowieczny tron frankijski, przypisywany tradycyjnie królowi Dagobertowi I. Obecnie znajduje się w zbiorach Cabinet des Médailles Biblioteki Narodowej Francji w Paryżu (nr inwentarzowy 55-651).
Częściowo pozłacany, składany mebel ma 135 cm wysokości i 78 cm szerokości. Data jego powstania jest niepewna – siedzisko datowane jest na VII/VIII wiek, natomiast oparcie i nogi są późniejsze i pochodzą prawdopodobnie z drugiej połowy IX wieku. Nogi tronu zostały wykonane w formie panter, podłokietniki składają się z paneli ozdobionych rozetami oraz ornamentami roślinnymi. Trójkątne oparcie zdobi motyw składający się z trzech kół i liściastych kształtów.
Tron po raz pierwszy jest wzmiankowany w XII wieku przez Sugera, opata Saint-Denis, jako część katedralnego skarbca. Suger przeprowadził renowację krzesła i jako pierwszy przypisał jego atrybucję Dagobertowi. Zgodnie z informacją zapisaną w 1625 roku przez Jacques’a Doubleta, na tronie zasiadał kapłan sprawujący mszę przy głównym ołtarzu bazyliki Saint-Denis. Podczas rewolucji francuskiej tron został zagrabiony z opactwa i w 1791 roku umieszczony w zbiorach Biblioteki Narodowej Francji. W 1804 roku zasiadał na nim Napoleon Bonaparte podczas uroczystości wręczenia pierwszych orderów Legii Honorowej.